# Phyllogomphoides pseudoundulatus
Phyllogomphoides pseudoundulatus là loài chuồn chuồn trong họ Gomphidae. Loài này được Belle mô tả khoa học đầu tiên năm 1984.